# Vivente rege
Vivente rege (poslovenjeno "s (še) živim kraljem") je oblika izvolitve kralja, v kateri se kraljev naslednik, običajno iz iste dinastije, izvoli pred smrtjo vladajočega kralja. 
Načelo je bilo pomemben element poljske notranje politike v času, ko je kralje volilo plemstvo, kralj pa je poskušal preko volitev vsiliti svojega kandidata za svojega naslednika. Plemstvo (šlahta) je temu nasprotovalo, ker bi takšne volitve lahko privedle do absolutne monarhije.

## Vir
- Markiewicz M. Historia Polski 1492—1795. Kraków, 2007.  str. 344.